# Szférikus tér
Szférikus térnek hívjuk azt a teret, amely véges, de még sincs határa. Ilyen terek a Riemann-féle geometriában léteznek, hiszen ez a geometria megenged olyan tereket is, melyek végesek, és még sincs határuk. A tér ilyen elképzelését elsőnek Riemann adta meg, majd Einstein használta fel az általános relativitáselméletében.
Az egyik Friedmann-megoldás szerint a világegyetem az ősrobbanás után kellően lassan tágult ahhoz, hogy a gravitáció lelassítsa, majd megállítsa a tágulást. A gravitáció olyan erős volt, hogy a tér feltekeredett önmagára, így durván fogalmazva gömb alakja lett. Ma már tudjuk, hogy a sötét energia miatt a tágulás nem fog leállni, viszont a térnek ennek az elképzelése lehetséges.

## Véges és mégis határos világ lehetősége
A szférikus világ megértéséhez képzeljünk el egy háromdimenziós gömböt, amelynek falán kétdimenziós élet van. A lények, akik a gömb falán élnek, nem tudják elhagyni a gömb felszínét, csak azon tudnak mozogni, észlelni. Így a lények jogosan fogják mondani, hogy az ő terük sík, mivel nem tudják észlelni a harmadik dimenziót. A lényeket azért helyeztük el gömb felületen, mert a gömb egy olyan zárt felületű test, amely rendelkezik azzal a tulajdonsággal, hogy minden pontjából nézve ugyanaz a test, azaz a felülete állandó görbületű. Ennek a kétdimenziós világnak a háromdimenziós változata a szférikus tér.
Ha egy gömbvilág euklideszi, akkor a gömb kerülete: {\displaystyle K=4\pi r^{2}\,}, amennyiben a világ szférikus, akkor: {\displaystyle K<4\pi r^{2}\,}. A felület növekszik a sugár növekedésével, majd ha eléri a maximumot, ismét nullává zsugorodik.
A háromdimenziós szférikus térben a gömb felszíne háromdimenziós, maga a gömb pedig négydimenziós. A negyedik dimenzió itt térdimenzióként szerepel, azaz az időt az ötödik dimenzióban kell felfogni.

## Külső hivatkozások
- Stephen Hawking: Az idő rövid története, Akkord Kiadó, 2005
- Stephen Hawking: A mindenség elmélete, Kossuth Kiadó, 2009
- Albert Einstein: A speciális és általános relativitás elmélete, Gondolat kiadó, 1965